# Eridantes
Eridantes is een geslacht van spinnen uit de familie hangmatspinnen (Linyphiidae).

## Soorten
De volgende soorten zijn bij het geslacht ingedeeld:
- Eridantes erigonoides (Emerton, 1882)
- Eridantes utibilis Crosby & Bishop, 1933